# Spike Edney
Philip 'Spike' Edney (nascut l'11 de desembre de 1951) és un músic britànic que ha treballat en nombroses bandes. La seva col·laboració més notable ha estat amb el grup Queen des de 1984. A mitjans de la dècada dels 70, va gravar i va sortir de gira amb The Tymes i Ben E. King, tocant els teclats, baix, guitarra i trombó. A finals dels 70, va ser director musical d'Edwin Starr. Durant els anys 80 també va treballar amb Duran Duran, The Boomtown Rats, Dexys Midnight Runners, Bucks Fizz, Haircut 100 i els Rolling Stones.
El seu treball amb Queen inclou sobretot els teclats (el seu instrument principal), a més de la guitarra rítmica i alguns cors. Va acompanyar a la banda en les seves gires des de 1984, i va treballar al costat de Roger Taylor, bateria de Queen a la seva banda paral·lela The Cross, i amb el guitarrista Brian May, amb el qual va participar en les gires dels seus discos en solitari el 1993 i 1998.
Es pot veure a Spike tocant el piano i la guitarra (a la cançó "Hammer To Fall"), vestit amb un top rosa, a l'escenari amb Queen al Live At Wembley 86.
El 1994, va formar la banda de SAS (Spike's All Stars), un grup en constant fluctuació de músics, i amb col·laboracions de músics de grups com Whitesnake, Free, Roxy Music, Toto, Spandau Ballet i artistes en solitari com Fish, Roy Wood, Leo Sayer, Kiki Dee o Paul Young.
Després de la mort del vocalista i pianista Freddie Mercury, Spike va ser el pianista principal de Queen, durant l'etapa Queen + Paul Rodgers. Va tocar a les gires de 2005, 2006 i 2008. Durant la gira 2005/2006, va ser citat per Roger Taylor com "El Mag". També ha estat el teclista de la producció londinenca de "We Will Rock You" (el musical) des de la seva inauguració el 2002.

## Discografia selecta

### Àlbums
- Queen: A Kind of Magic (1986)
- Queen: Live Magic (1986)
- The Cross: Shove It (1987)
- The Cross: Mad, Bad and Dangerous to Know (1990)
- The Cross: Blue Rock (1991)
- Lucio Battisti: Cosa succederà alla ragazza (1992)
- Queen: Live at Wembley '86 (1992)
- The Brian May Band: Live at the Brixton Academy (1994)
- SAS Band: SAS Band (1997)
- Brian May: Another World (1998; teclats a "Slow Down")
- Queen + Paul Rodgers: Return of the Champions (CD/DVD, 2005)
- Queen + Paul Rodgers: Live in Ukraine (CD/DVD, 2009)

### Videos
- Queen: Live in Rio (VHS/DVD, 1985)
- Queen: Live in Budapest (VHS/DVD, 1986)
- The Brian May Band: Live at the Brixton Academy (VHS, 1994)
- Queen+: The Freddie Mercury Tribute Concert (DVD, 2002)
- Queen: Live at Wembley Stadium (DVD, 2003)
- 46664 – The Event (DVD, 2004)
- Live Aid (DVD, 2004)
- Queen + Paul Rodgers: Return of the Champions (CD/DVD, 2005)
- Queen + Paul Rodgers: Super Live in Japan (DVD, 2006)
- Queen + Paul Rodgers: Live in Ukraine (CD/DVD, 2009)